# Industriepark Region Trier

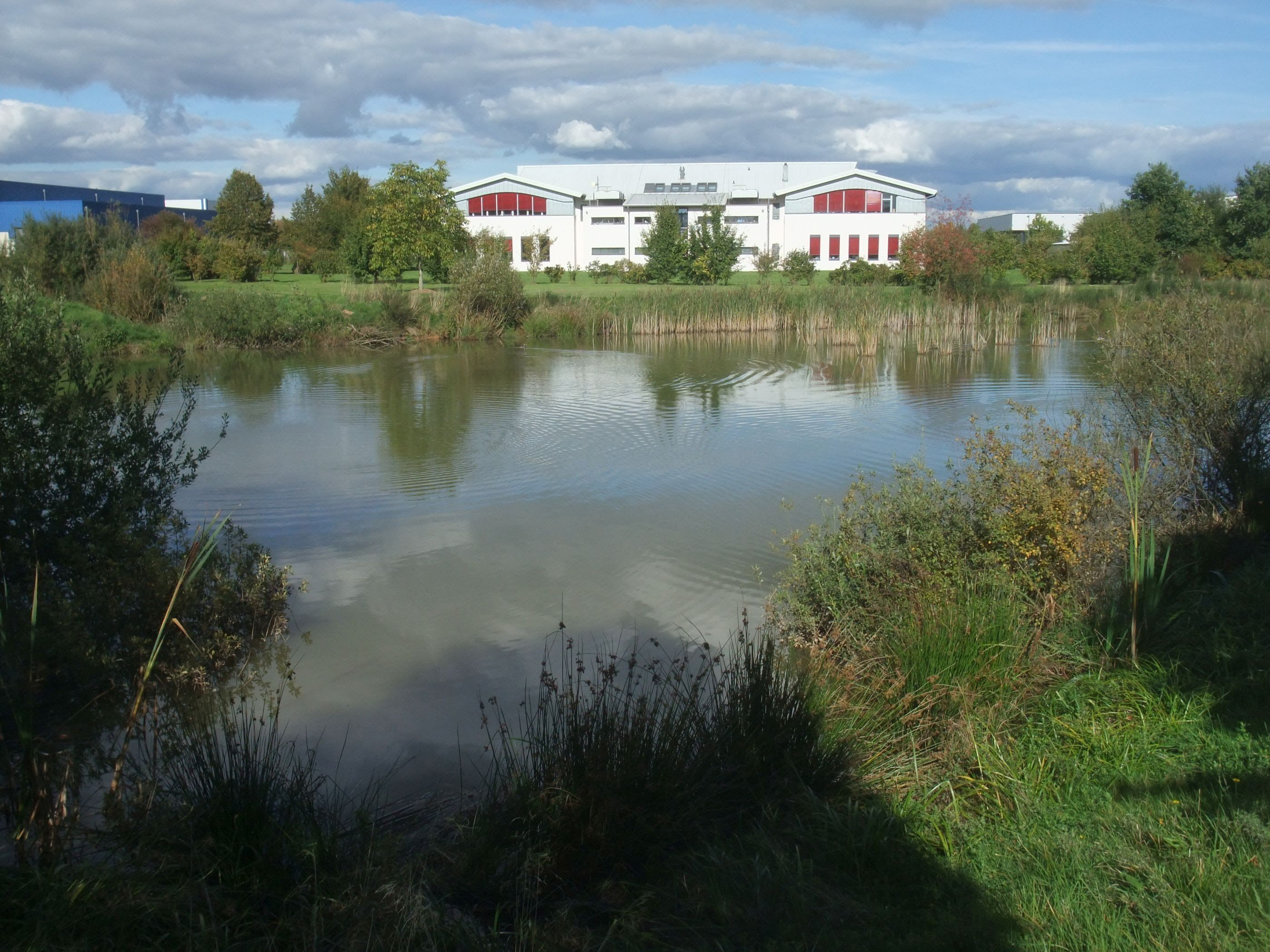
IRT

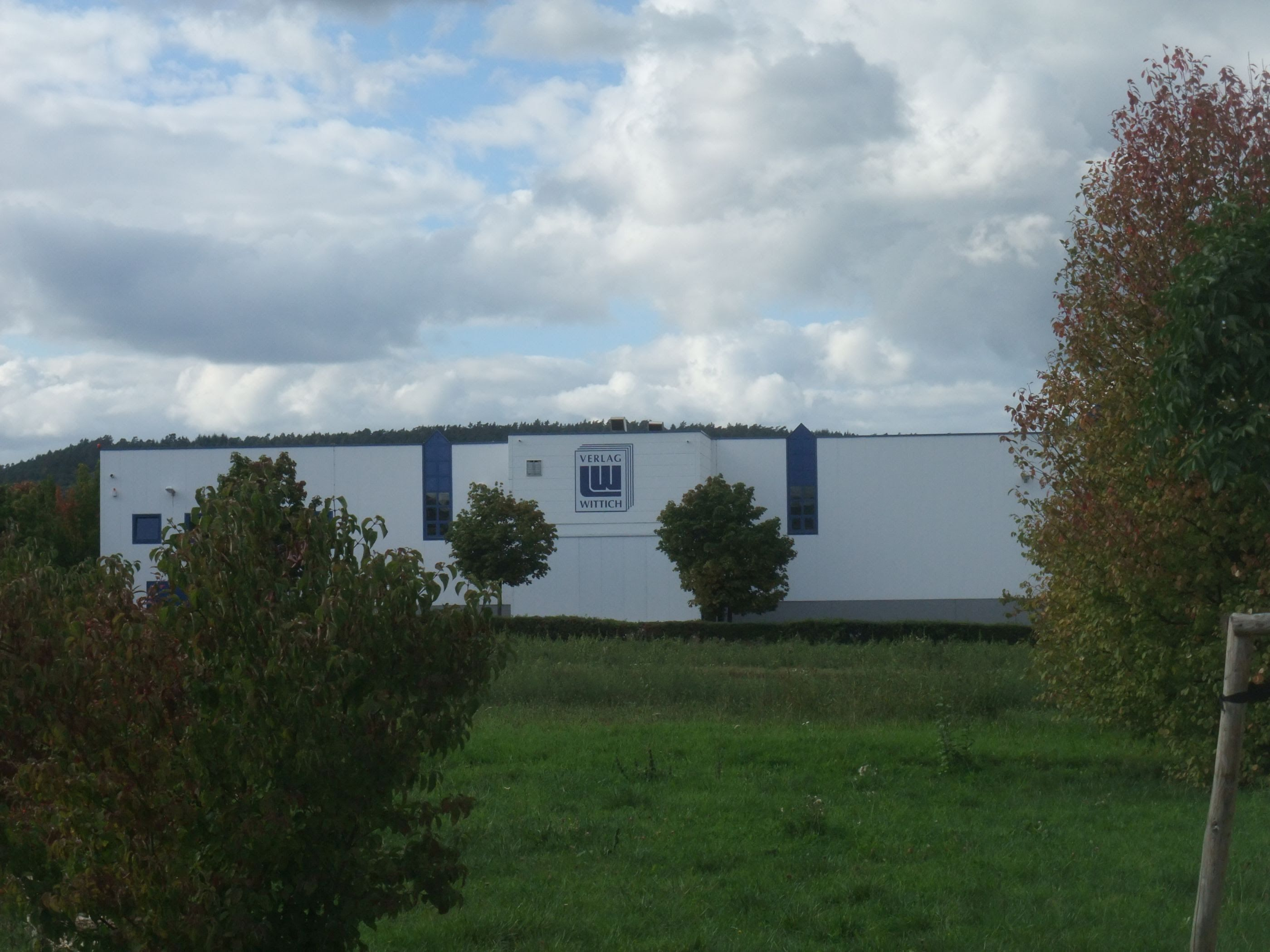
IRT

Der Industriepark Region Trier (IRT) ist ein Industrie- und Gewerbegebiet in der Region Trier in Rheinland-Pfalz. Er liegt zwischen den Gemeinden Föhren, Hetzerath und Bekond in den Landkreisen Trier-Saarburg und Bernkastel-Wittlich und grenzt an den Flugplatz Trier-Föhren sowie an das Solarkraftwerk IRT. In der Nähe verlaufen die Bundesautobahn 1/Europastraße 44, mehrere Landesstraßen und die Moselstrecke (Trier Hbf – Koblenz Hbf).
Die Größe des Gebietes auf ehemaligem französischen Militärgelände beträgt etwa 2,4 Quadratkilometer.
Etwa 140 Unternehmen mit circa 2600 Arbeitsplätzen sind dort ansässig.
Mitten im Industriepark befindet sich ein Grünstreifen mit mehreren Weihern sowie Rad- und Spazierwegen.
Der Zweckverband IRT entstand 1992. Verbandsmitglieder sind die Ortsgemeinde Föhren, die Ortsgemeinde Hetzerath, die Ortsgemeinde Bekond, die Verbandsgemeinde Schweich, die Verbandsgemeinde Wittlich-Land, der Landkreis Bernkastel-Wittlich, der Landkreis Trier-Saarburg und die Stadt Trier.